# Студенческое движение «Дикие лилии»

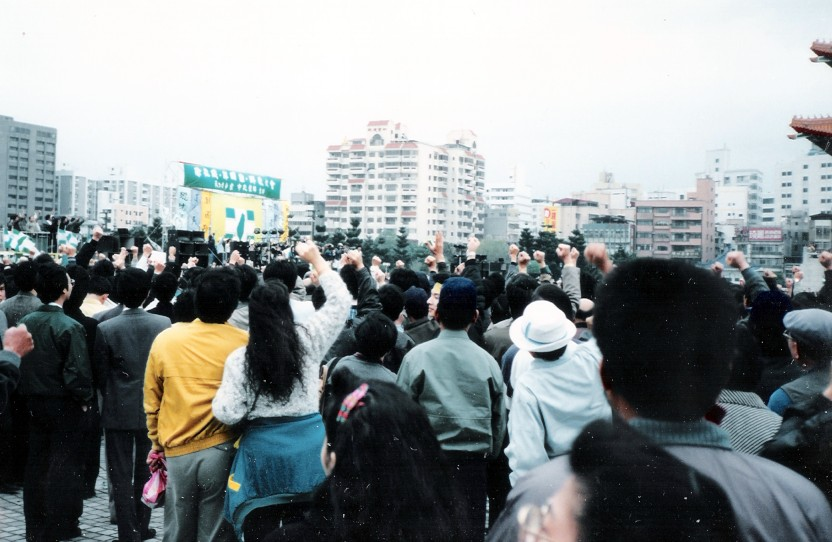
Протест на площади Мемориала Чан Кайши (18 марта 1990)

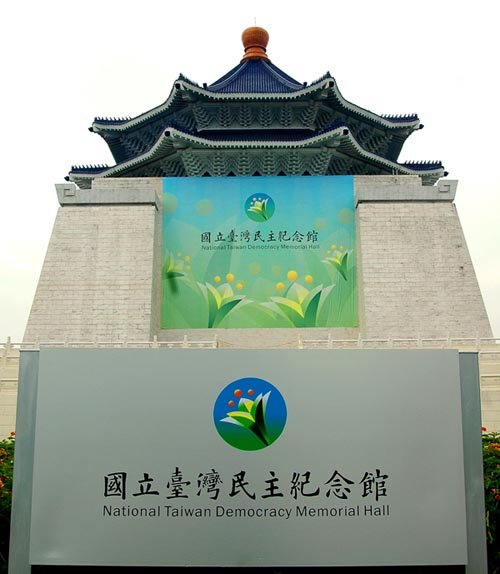
В годовщину студенческого движения «Дикие лилии» в 2007 году здание Мемориала Чан Кайши украсили тематическими изображениями.

Тайваньское студенческое движение «Дикие лилии» (трад.кит. 野百合學運, пиньинь: Yě Bǎihé xué yùn, пэвэдзи: Iá-pek-ha̍p ha̍k-ūn) или Мартовское студенческое движение — шестидневная студенческая демонстрация, целью которой были демократические перемены в обществе. Сидячая демонстрация продолжалась с 16 по 22 марта 1990 года на Мемориальной площади Чан Кайши в Тайбэе (позднее переименована в Площадь Свободы) и была инициирована студентами Национального университета Тайваня. Количество участников быстро выросло до 22 000 демонстрантов. «Дикие лилии» добивались прямых выборов президента и вице-президента Тайваня, а также новых всеобщих выборов для всех автоматически переизбиравшихся членов Национального собрания, депутаты которого были избраны ещё на материке, до эвакуации правительства на Тайвань в 1949 году.

## Предыстория и ход событий

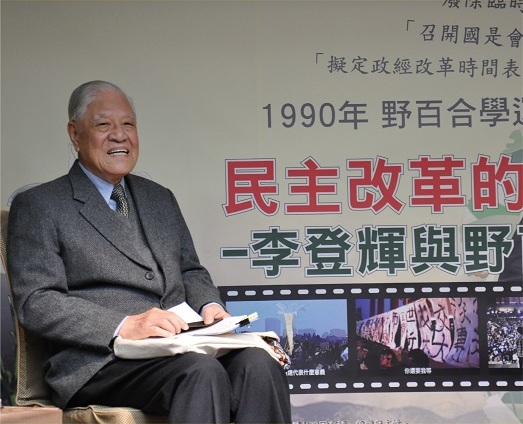
Экс-президент Ли Дэнхуэй участвует в конференции, посвящённой истории демократического движения, спустя два десятилетия (2011 год)

Демонстрация совпала с инаугурацией Ли Дэнхуэя 21 марта на шестилетний срок в должности президента. На непрямых выборах, которые выиграл Ли, голосовал только 671 член Национальной ассамблеи, была признана только одна партия и баллотировался один кандидат. Этот процесс был характерен для однопартийного правления Гоминьдана со времён Чан Кайши.
В первые дни протестующие избрали координационный комитет из семи членов, который сформулировал следующие требования к президенту:
- роспуск Национального собрания;
- отмена «временных положений, действующих на период национальной мобилизации в целях подавления коммунистического восстания» (動員戡亂時期臨時條款), закона 1948 года, ограничивающего основные права, предусмотренные Конституцией;
- созыв национальной конференции для обсуждения конституционных поправок;
- точного графика политических и экономических реформ.

Протестующие носили белые лилии и создавали гигантские инсталляции в форме цветка как символа демократии. Принятие ими цветка как символа свободы отражало давнюю местную традицию. Ян Юн-мин, профессор политологии в Национальном университете Тайваня, так объяснил этот факт:
В течение многих лет тайваньские поэты использовали этот цветок как символ грации и жизнестойкости. Поэт-абориген Линь И-те, например, часто использовал его, чтобы символизировать первобытную чистоту духа коренных народов Тайваня, и использовал увядание цветка, чтобы выразить опустошение и трагедию упадка. Использование тайваньской литературой дикой лилии [Lilium formosanum] в качестве метафоры духовной простоты и стойкости вдохновило участников студенческого демократического движения на обращение к нему.
В первый день своего нового срока Ли Дэнхуэй принял пятьдесят студентов в здании Президентского дворца. Он выразил поддержку целям студентов и пообещал им полную демократию на Тайване, начиная с реформ, которые пообещал начать уже летом.

## Результаты
Студенческое движение «Дикие лилии» стало поворотным моментом в переходе Тайваня к плюралистической демократии. Шесть лет спустя Ли стал первым всенародно избранным лидером Тайваня, набрав 54 % голосов на выборах, в которых участвовало более 95 % имеющих право голоса. Сторонники демократии продолжают собираться на площади Свободы каждое 21 марта, чтобы отметить это событие.
Накануне пятнадцатой годовщины злополучных протестов студенческой демократии на площади Тяньаньмэнь в Китае преемник Ли Чэнь Шуйбянь отметил, что студенческое движение «Диких лилий» возникло всего через год после событий в Пекине. Он отметил контраст в том, как отреагировали правительства. «Самое запоминающееся впечатление от инцидента на площади Тяньаньмэнь 4 июня — это тот маленький худощавый человек, который противостоит танкам, его поступок был героическим, но вселял тревогу», — сказал он. «Мартовское студенческое движение, настаивая на проведении конференции по национальным делам, изменении способа избрания Законодательного юаня и Национального собрания и достижении консенсуса в отношении проведения прямых выборов президента, также способствовало появлению плана реформ». Национальное собрание проголосовало за самороспуск в 2005 году.

## Общественные движения на Тайване
- «Движение подсолнухов»
- Движение «Диких клубничек»
- Тайванизация